# Loaf Mountain (Wyoming)
Der Loaf Mountain ist ein 3573 m hoher Berg in den südlichen Bighorn Mountains im US-Bundesstaat Wyoming. Er befindet sich in der Cloud Peak Wilderness Area im Bighorn National Forest und liegt wenige Kilometer nördlich des Powder River Pass am U.S. Highway 16.

## Belege
1. ↑  Peakbagger: Loaf Mountan. Abgerufen am 14. Januar 2021.
2. ↑  Summitpost: Loaf Mountain : Climbing, Hiking & Mountaineering. Abgerufen am 14. Januar 2021.